# 德拉瓦河畔斯雷迪什切
德拉瓦河畔斯雷迪什切（發音：[sɾɛˈdiːʃtʃɛ ɔb ˈdɾaːʋi]），是斯洛維尼亞東北部德拉瓦河畔斯雷迪什切市镇内的城鎮及其行政中心。位於德拉瓦河左岸，與克羅埃西亞接壤。
當地的教區教堂位於西鄰的 Grabe 聚居地內，但緊臨兩聚居地的邊界。德拉瓦河畔斯雷迪什切聚居地內的教堂是一座簡易教堂，獻給七苦聖母。它建於1637年。在18世紀，中殿是拱形的。

## 外部連結
- Središče ob Dravi on Geopedia （页面存档备份，存于）